# Imprinting hormonal
El llamado imprinting hormonal o impronta hormonal es un fenómeno que tiene lugar en el primer encuentro entre una hormona y su receptor en el desarrollo de períodos críticos de la vida (en unicelulares durante toda la vida) y determina la capacidad posterior de la traducción de señales de la célula. El período más importante en los mamíferos es el perinatal, sin embargo este sistema puede ser puesto en el desapego, en la pubertad y en el caso de la continua división de las células durante toda la vida. Si la impresión falla por causa de drogas, contaminantes ambientales y otras moléculas tipo hormonas, presentes en exceso en los períodos críticos a lo largo de la vida receptorial, traerá consecuencias morfológicas, bioquímicas y conductuales. El imprinting hormonal es transmitido a cientos de generaciones de progenitores en unicelulares y (como se ha demostrado) a unas pocas generaciones en los mamíferos también.